# Ronde van de Toekomst 2010
De Ronde van de Toekomst 2010 (Frans: Tour de l'Avenir 2010) werd gehouden van 5 tot en met 12 september in Frankrijk.

## Etappe-overzicht
| etappe  | datum        | start                     | finish               | afstand          | winnaar           | klassementsleider |
| ------- | ------------ | ------------------------- | -------------------- | ---------------- | ----------------- | ----------------- |
| proloog | 5 september  | Vierzon                   | Vierzon              | 7,8 km (proloog) | Taylor Phinney    | Taylor Phinney    |
| 1e      | 6 september  | Vierzon                   | Saint-Amand-Montrond | 144,5 km         | John Degenkolb    | Taylor Phinney    |
| 2e      | 7 september  | Saint-Amand-Montrond      | Cusset               | 150,5 km         | Anthony Delaplace | Alex Dowsett      |
| 3e      | 8 september  | Saint-Pourçain-sur-Sioule | Col du Béal          | 157 km           | Yannick Eijssen   | Yannick Eijssen   |
| 4e      | 9 september  | Ambert                    | Vals-les-Bains       | 183 km           | Romain Hardy      | Yannick Eijssen   |
| 5e      | 10 september | Vals-les-Bains            | Loriol-sur-Drôme     | 169 km           | John Degenkolb    | Yannick Eijssen   |
| 6e      | 11 september | Risoul                    | Risoul               | 204 km           | Nairo Quintana    | Nairo Quintana    |
| 7e      | 12 september | Guillestre                | Risoul               | 13,5 km (it)     | Nairo Quintana    | Nairo Quintana    |

## Eindklassementen

### Algemeen klassement
| rang | renner            | land             | tijd        |
| ---- | ----------------- | ---------------- | ----------- |
| 1    | Nairo Quintana    | Colombia         | 26u 49' 21" |
| 2    | Andrew Talansky   | Verenigde Staten | op 1' 44"   |
| 3    | Jarlinson Pantano | Colombia         | op 1' 55"   |
| 4    | Tom-Jelte Slagter | Nederland        | op 2' 05"   |
| 5    | Mikel Landa       | Spanje           | op 3' 17"   |
| 6    | Romain Bardet     | Frankrijk        | op 3' 59"   |
| 7    | Thomas Bonnin     | Frankrijk        | op 4' 05"   |
| 8    | Michael Matthews  | Australië        | op 4' 10"   |
| 9    | Darwin Atapuma    | Colombia         | op 4' 14"   |
| 10   | Wilco Kelderman   | Nederland        | op 4' 14"   |

### Puntenklassement
| rang | renner                   | land             | punten |
| ---- | ------------------------ | ---------------- | ------ |
| 1    | John Degenkolb           | Duitsland        | 123    |
| 2    | Michael Matthews         | Australië        | 108    |
| 3    | Romain Hardy             | Frankrijk        | 69     |
| 4    | Andrew Talansky          | Verenigde Staten | 67     |
| 5    | Vicente García de Mateos | Spanje           | 60     |

### Bergklassement
| rang | renner            | land             | punten |
| ---- | ----------------- | ---------------- | ------ |
| 1    | Jarlinson Pantano | Colombia         | 69     |
| 2    | Romain Hardy      | Frankrijk        | 51     |
| 3    | Andrew Talansky   | Verenigde Staten | 50     |
| 4    | Yoan Barbas       | Frankrijk        | 37     |
| 5    | Nairo Quintana    | Colombia         | 36     |

### Ploegenklassement
| rang | land        | tijd        |
| ---- | ----------- | ----------- |
| 1    | Colombia    | 80u 32' 06" |
| 2    | Spanje      | op 13' 53"  |
| 3    | Frankrijk A | op 23' 12"  |
| 4    | Nederland   | op 32' 26"  |
| 5    | Rusland     | op 48' 53"  |
| 6    | Frankrijk B | op 50' 10"  |